# Weiße Wanne
Weiße Wanne ist ein Begriff aus dem Bauwesen für eine wasserundurchlässige Stahlbetonkonstruktion. Entscheidendes Merkmal ist das Fehlen zusätzlicher Abdichtungsschichten, da die tragende Stahlbetonkonstruktion auch das abdichtende Element bildet. Das System der Weißen Wanne findet häufig Anwendung bei der Abdichtung gegen Grundwasser oder Sickerwasser, beispielsweise bei Fundamenten bzw. Bodenplatten, Außenwänden von Kellergeschossen und von oben mit Erde überschütteten Decken. Wasserspeicher und Schwimmbecken können auf diese Weise auch abgedichtet werden.
Der Begriff „Weiße Wanne“ folgt daraus, dass der verwendete wasserundurchlässige Beton im Gegensatz zu gemauerten Kellerwänden keine zusätzliche Abdichtung benötigt; derartige Abdichtungen erfolgen mit einer bituminösen und somit schwarzen Abdichtungsschicht oder einem in der Regel blauen Verbundabdichtungssystem, so dass diese Bauart im Unterschied dazu als schwarze Wanne oder blaue Wanne bezeichnet wird. Optisch ist eine Weiße Wanne grau wie der verwendete WU-Beton.
In der aktuellen WU-Richtlinie des DAfStb von 2017 wird die Weiße Wanne als WU-Wanne bezeichnet.

## Merkmale
Die Dichtigkeit der Weißen Wannen wird durch die Verwendung von wasserundurchlässigem Beton, die Abdichtung von Arbeits- und Dehnfugen, die Ausbildung von wasserdichten Durchdringungen und die Beschränkung der Rissbreiten im Beton erreicht. Nach der Richtlinie Wasserundurchlässige Bauwerke aus Beton (WU-Richtlinie) des Deutschen Ausschusses für Stahlbeton (DAfStb) gibt es neben der Beschränkung der Rissbreiten weitere Möglichkeiten, eine Weiße Wanne auszuführen. Ein Verzicht auf die Rissbegrenzung ist möglich, wenn aufgetretene Risse nachträglich planmäßig abgedichtet werden. Dadurch kann eine Weiße Wanne in der Nutzungsklasse A erstellt werden und der Bewehrungsgrad kann erheblich geringer gewählt werden. Des Weiteren gibt es die Möglichkeit, die Lage und Menge der Risse mit sogenannten Sollrissquerschnitten zu planen. Auch hier ist mit einer höheren Nutzungsklasse und geringerem Stahleinsatz zu rechnen.
Wichtig ist neben einer fachgerechten Ausführung vor allem die Planung. Diese besteht im Vorsehen von Maßnahmen zur Rissvermeidung, der Festlegung von Fugen in den Bauteilen, der Abstimmung mit der Tragwerksplanung und den Vorgaben zur Arbeitstaktung und Betonnachbehandlung. Auch die Art der Abdichtung von Fugen und Durchdringungen ist festzulegen. Sie schließt außerdem auch eine bauphysikalische und raumklimatische Gesamtbetrachtung mit ein.
Eine fachmännische Überwachung der Arbeiten auf der Baustelle ist ebenfalls ratsam. Einbau und Verdichten des Betons sind sorgfältig auszuführen; insbesondere ein Entmischen des Betons ist zu vermeiden. Eine fachgerechte Nachbehandlung ist notwendig.
Zur innenliegenden Abdichtung der Fugen werden Fugenbänder, Fugenbleche, Quellbänder oder Verpressschläuche eingesetzt. Als Graue Wanne bezeichnet man druckwasserdicht außenliegende PVC-Profile zur Abdichtung von Arbeitsfugen, Gebäudetrennfugen und Sollrissquerschnitten an Bauwerken aus wasserundurchlässigem Beton gemäß Bauregelliste A, Teil 2, lfd. Nr. 1.4. Dazu zählen neben der K-Wanne als Flächenabdichtung (denn ein Beton bekommt in der Fläche häufig Risse, wie auch oft an im Beton eingesetzten Kunststoffelementen) auch Rohrdurchführungen, die nicht innen abdichten, sondern außen, wo das Wasser ansteht.

Querschnitt durch eine Kellerwand aus WU-Beton. Solange sich der Bereich des kapillaren Wassertransports nicht mit der Austrocknungsschicht überschneidet, findet kein nennenswerter Wassertransport von außen nach innen statt. Der Kernbereich verhindert das Nachfließen von Wasser in den Austrocknungsbereich, von dem aus es in die Innenraumlauft diffundieren würde.

Früher wurde angenommen, dass infolge Diffusion, Druckgefälle und kapillarer Saugfähigkeit ein steter Feuchtetransport durch das Bauteil vorhanden ist. Dies ist nach neueren Untersuchungen nicht der Fall, solange die Bauteile eine ausreichende Dicke von beispielsweise 24 cm aufweisen und rissfrei sind.
Nach „WU-Richtlinie“ des DAfStb kann von drei Bereichen ausgegangen werden, deren Stärke unabhängig vom hydrostatischen Wasserdruck am wasserberührten Bauteil ist. Für einen Beton C30/37 mit einem Wasserzementwert von maximal 0,55 sind beispielsweise folgende Bereiche zu erwarten:
1. Bereich – Einflussbereich des anstehenden Wassers: Dieser Bereich teilt sich nochmals in den außenliegenden Druckwasserbereich (0–25 mm) und den dahinterliegenden Kapillarbereich (≤ 70 mm). Wechselwirkungen des Porenwassers mit den Zementphasen führen zu einer deutlichen Reduktion der kapillaren Weiterleitung.
2. Bereich – Kernbereich: Bei ausreichender Bauteildicke von wenigstens 20 cm wird durch den Kernbereich kein Wasser hindurchtreten, auch nicht in Form von Wasserdampf.
3. Bereich – Diffusionsbereich zum Innenraum: Innenseitig bildet sich ein Austrocknungsbereich (zirka 40 bis 80 mm). Die Überschussfeuchte des mineralischen Baustoffes Beton tritt bei trockener Nutzung des Raumes in die Raumluft aus. In den ersten Jahren trockener Nutzung stellt sich eine Ausgleichsfeuchte ein. Der Beton hat sich im Bereich 3 an die Nutzungsumgebung angepasst.

## Anforderungen
Seit November 2003 sind in Deutschland die Anforderungen an Weiße Wannen durch die Richtlinie Wasserundurchlässige Bauwerke aus Beton des deutschen Ausschusses für Stahlbeton geregelt.
Danach wird die Beanspruchung in zwei Klassen eingeteilt. Die Beanspruchungsklasse 1 gilt für drückendes und nichtdrückendes Wasser sowie zeitweise aufstauendes Sickerwasser, die Beanspruchungsklasse 2 für Bodenfeuchte und nichtstauendes Sickerwasser.
Außerdem wurden Nutzungsklassen in Abhängigkeit von der Funktion des Bauwerks und von den Nutzungsanforderungen an das Bauteil festgelegt. Bei der Nutzungsklasse A ist ein Feuchtetransport in flüssiger Form (Wasserdurchtritt) nicht zulässig. Bei der Nutzungsklasse B sind Feuchtstellen auf der Bauteiloberfläche zulässig, d. h. im Gegensatz zur Nutzungsklasse A ist ein begrenzter Wasserdurchtritt möglich. Daneben gibt es noch die besonders vereinbarte Nutzungsklasse. Für die klassische Weiße Wanne gilt oft Beanspruchungsklasse 1, Nutzungsklasse A, welche jedoch mit der häufig angewandten Bauweise nach Entwurfsgrundsatz B (Rissbegrenzung) nicht erreicht werden kann.
Als Mindestdicken werden empfohlen:
| Bauteil     | Beanspruchungsklasse | Ortbeton | Elementwände | Fertigteile |
| ----------- | -------------------- | -------- | ------------ | ----------- |
| Wände       | 1                    | 240 mm   | 240 mm       | 200 mm      |
| Wände       | 2                    | 200 mm   | 240 mm       | 100 mm      |
| Bodenplatte | 1                    | 250 mm   | –            | 200 mm      |
| Bodenplatte | 2                    | 150 mm   | –            | 100 mm      |

## Richtlinien und Normen
- Wasserundurchlässige Bauwerke aus Beton, Merkblatt des Vereins Deutscher Zementwerke e. V., (PDF-Datei; 760,4 KB)

- Deutscher Ausschuss für Stahlbeton e. V.: DAfStb-Richtlinie »Wasserundurchlässige Bauwerke aus Beton« (WU-Richtlinie), 12/2017. Die Ausgabe 2017 ersetzt die WU-Richtlinie von 2003 mit der Berichtigung von 2006.[5] Die Richtlinie behandelt Planung, Konstruktion, Bemessung und Ausführung. Sie ist als Ergänzung zum Nachweis der Gebrauchstauglichkeit nach DIN EN 1992-1-1 anzusehen und stellt den aktuellen Stand der Technik dar.[3]

- Deutscher Ausschuss für Stahlbeton: Erläuterungen zur DAfStb-Richtlinie »Wasserundurchlässige Bauwerke aus Beton«, Heft 555, Beuth Verlag, 2006. Eine überarbeitete Neuausgabe ist in Vorbereitung.

- Normengruppe „Abdichtung von Bauwerken“ – DIN 18195 sowie DIN 18531, 18532, 18533, 18534 und 18535. Diese Normen behandeln keine wasserundurchlässigen Bauwerke aus Beton und sind daher nicht anzuwenden.[3]

- DBV-Merkblatt „Hochwertige Nutzung von Untergeschossen“, Fassung Januar 2009, Deutscher Beton- und Bautechnik Verein e. V., Berlin. Das Merkblatt behandelt bauphysikalische und andere nutzungsbedingte Anforderungen an Kellergeschosse aus wasserundurchlässigem Beton.

- DIN EN 1992-1-1: Bemessung und Konstruktion von Stahlbeton- und Spannbetontragwerken – Teil 1-1: Allgemeine Bemessungsregeln und Regeln für den Hochbau, (2011-01), Beuth-Verlag, Berlin (häufig auch als Eurocode 2 oder kurz EC 2 bezeichnet)